# Округ Кларк (Канзас)
Округ Кларк (енгл. Clark County) је округ у америчкој савезној држави Канзас. По попису из 2010. године број становника је 2.215. Седиште округа је град Ешланд.

## Демографија
Према попису становништва из 2010. у округу је живело 2.215 становника, што је 175 (7,3%) становника мање него 2000. године.
| Група             | 2000.         | 2010.         |
| Белци             | 2.248 (94,1%) | 1.967 (88,8%) |
| Афроамериканци    | 6 (0,3%)      | 1 (0,0%)      |
| Азијати           | 2 (0,1%)      | 17 (0,8%)     |
| Хиспаноамериканци | 96 (4,0%)     | 163 (7,4%)    |
| Укупно            | 2.390         | 2.215         |